# Mirlea

Mapa con algunas de las principales colonias griegas de la Propóntide. Mirlea se ubicaba en la costa meridional, al oeste de Cío.

Mirlea (en griego, Μύρλεια) era el nombre de una antigua ciudad de la costa de la Propóntide de Asia Menor. Diversas fuentes atribuyen su fundación a colonos de Colofón.
Se identifica con el topónimo Βρύλλειον que perteneció a la Liga de Delos ya que aparece en las listas de tributos a Atenas entre los años 433/2 y 418/7 a. C., donde pagaba un phoros de 3000 dracmas.
Es mencionada en el Periplo de Pseudo-Escílax como una ciudad griega ubicada en territorio de Frigia.
Prusias I de Bitinia luchó junto a Filipo V de Macedonia contra Átalo I. Tras su victoria, Filipo entregó a Prusias las ciudades de Cío y Mirlea, en el 202 a. C., fecha en la que pasaron a formar parte del reino de Bitinia, según refiere Estrabón y confirma un pasaje de Hermipo de Beirut. Prusias reconstruyó ambas ciudades, que habían sido destruidas en la guerra y a continuación cambió el nombre de Mirlea por el de Apamea, en honor a su mujer. Esteban de Bizancio, en cambio, dice que Mirlea fue fundada por el rey bitinio Nicomedes II, y le puso el nombre de Apamea por su madre. Estrabón también menciona el territorio de la Mirleatis y señala que el territorio de los mirleanos limitaba con el de los migdones.
Se localiza en la actual población turca de Mundanya.